# Listă de fizicieni austrieci
Aceasta este o listă de fizicieni austrieci:

## A
- Friedrich Adler (1879 – 1960)
- Karel Altman

## B
- Kurt Binder (1944 – )
- Ludwig Edward Boltzmann (1844 – 1906)
- Biwald

## C
- Fritjof Capra (1939 – )
- P. Czermak

## D
- Christian Andreas Doppler (1803 – 1853)

## E
- Paul Ehrenfest (1880 – 1933)
- Felix Ehrenhaft (1879 – 1952)
- Andreas von Ettingshausen (1796 – 1878)
- Franz Serafin Exner (1849 – 1926)

## F
- Philipp Frank (1884 – 1966)
- Herbert W. Franke
- Otto Robert Frisch

## G
- Maurice Goldhaber (1911 – 2011)

## H
- Friedrich Hasenöhrl (1874 – 1915)
- Medalia Premiului Nobel 1936 - Victor Franz Hess (1883 – 1964)

## K
- Ignac Klemenčič (1853 – 1901)
- Walter Kohn
- Friedrich Kottler (1886 – 1965)

## L
- E. Lechner
- Josef Lense (1890 – 1985)
- Johann Josef Loschmidt (1821 – 1895)

## M
- Ernst Mach (1838 – 1916)
- Heinrich Mache (1876 – 1954)
- Lise Meitner (1878 – 1968)
- Richard von Mises (1883 – 1953)

## P
- Medalia Premiului Nobel 1945 - Wolfgang Ernst Pauli (1900 – 1958)

## R
- Helmut Rauch (1939 – )
- Edmund Reitlinger (1850– 1882)
- Wolfgang Rindler (1924 – 2019)

## S
- Peter Schattschneider  (1950 – )
- Gregor Schoettl (1732 – 1777)
- Medalia Premiului Nobel 1933 - Erwin Schrödinger (1887 – 1961)
- Siegfried Selberherr
- Joseph Stefan
- Vincenc Strouhal
- Hugo Sirk (1881 – 1959)
- Jožef Stefan (1835 – 1893)
- Karl Svozil (1956 – )

## Š
- Simon Šubic (1830 – 1903)

## T
- Hans Thirring (1888 – 1976)
- Bruno Touschek (1921 – 1978)

## W
- Karl Weissenberg (1893 – 1976)
- Victor Weisskopf (1908 – 2002)
- Julius Wess

## Z
- Anton Zeilinger (1945 – )
- Peter Zoller (1952 – )